# Sozialgesetzbuch (Deutschland)

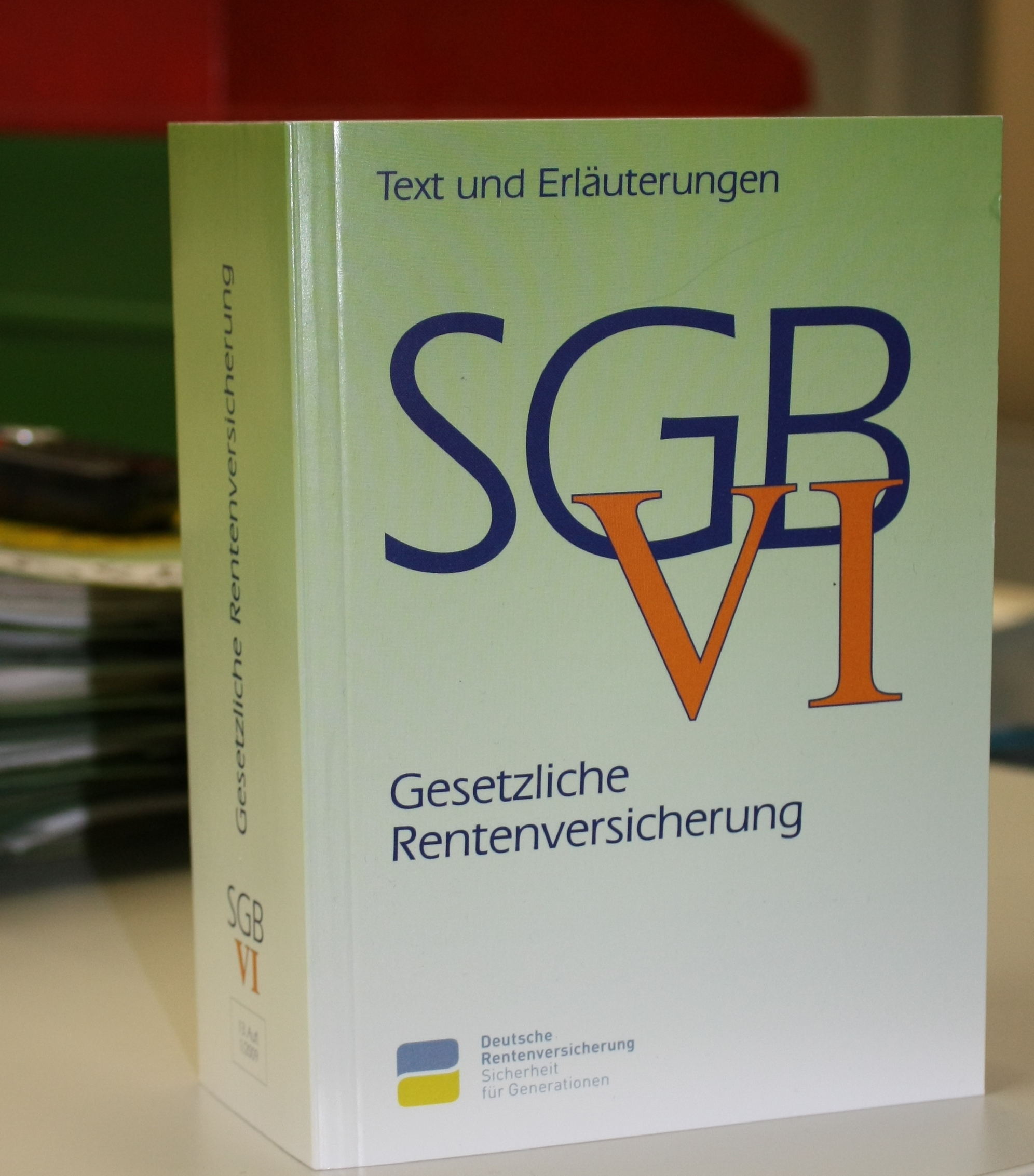
SGB VI in der Ausgabe der Deutschen Rentenversicherung (2009)

Das deutsche Sozialgesetzbuch (SGB) ist die Kodifikation des Sozialrechts im formellen Sinn. Das Werk wird seit den 1970er Jahren schrittweise aufgebaut; heute sind im Sozialgesetzbuch die wesentlichen Bereiche dessen geregelt, was dem Sozialrecht zugerechnet wird.
Nicht darin erfasst ist das sogenannte soziale Recht, also das unter sozialen Gesichtspunkten überlagerte Privatrecht, etwa das soziale Wohnraummietrecht oder der soziale Schutz von Arbeitnehmern.

## Geschichte
Das Konzept des Sozialgesetzbuchs wurde schon im Vorfeld der Rentenreform von 1957 geplant und nach dem Wechsel der Bundesregierung im Jahr 1969 schrittweise umgesetzt. Prägend waren die Arbeiten von Hans F. Zacher. Ziel war die Zusammenfassung zahlreicher Einzelgesetze zu einem zusammenhängenden Gesetzeswerk.
Vorbild war das Bürgerliche Gesetzbuch. Anders als dieses ist das Sozialgesetzbuch in einzelne Teile gegliedert, die „Bücher“ genannt werden, und in denen die Zählung der Paragrafen jeweils von vorn beginnt. Ähnliche Überlegungen zur Kodifikation des Arbeitsrechts in einem Arbeitsgesetzbuch gehen ebenfalls auf die 1970er Jahre zurück, wurden aber später fallengelassen, ebenso die Überlegung, das Umweltrecht in einem Umweltgesetzbuch zusammenzufassen.
Durch die Zusammenfassung vieler Spezialgesetze in einem einheitlichen Werk erhoffte man sich einen besseren Zugang zur Materie sowohl für juristische Laien als auch für Fachleute. Das Sozialrecht erschien schon damals als kaum überschaubare Materie, die auch Experten kaum noch beherrschen konnten. Bei der Einordnung der bis dahin geltenden Reichsversicherungsordnung und weiterer Spezialgesetze in das SGB war ursprünglich der Grundsatz der „begrenzten Sachreform“ tragend, dem zufolge vor allem eine Neufassung der Normen im Sinne einer Modernisierung beabsichtigt war, ohne weitergehende inhaltliche Änderungen vorzunehmen. Hiervon nahm man erst in den 1980er Jahren Abstand, als es bei der Eingliederung der Gesetzlichen Krankenversicherung und der Gesetzlichen Rentenversicherung zu teils erheblichen Sachreformen kam; nur die Unfallversicherung wurde 1997 sachlich weitgehend unverändert in das SGB eingegliedert. Die Arbeiten wurden anfangs von einer „Sachverständigenkommission für das Sozialgesetzbuch“ geleitet, die beim Bundessozialministerium unter dem Vorsitz des Staatssekretärs Walter Auerbach arbeitete. Nach dessen Tod übernahm ab 1975 der Vizepräsident des Bundessozialgerichts Kurt Brackmann den Vorsitz.
Der Gesetzgeber ist schrittweise vorgegangen und hat die einzelnen Bücher des Sozialgesetzbuchs im Laufe vieler Jahre beschlossen. Als erstes trat der Allgemeine Teil am 1. Januar 1976 als Erstes Buch Sozialgesetzbuch in Kraft. Zusammen mit dem Zehnten Buch (Sozialverwaltungsverfahren) bildet er den Rahmen für das gesamte Sozialrecht. Das Vierte Buch enthält darüber hinaus Vorschriften für die gesamte Sozialversicherung. Danach ist der Gesetzgeber aber von dem ursprünglichen Plan abgewichen, die gesamte Sozialversicherung im vierten Buch zu regeln, und hat für die einzelnen Zweige der Sozialversicherung im SGB V, VI, VII und XI eigene Bücher als besondere Teile des Sozialgesetzbuchs geschaffen.
Mit dem Beitritt der Länder der ehemaligen DDR zur Bundesrepublik am 3. Oktober 1990 trat laut Einigungsvertrag auch hier das Sozialgesetzbuch in Kraft. Für den Übergang wurden zahlreiche Sonderregelungen für die neuen Länder vereinbart.
Die Einordnung der Arbeitslosenversicherung als SGB III vor dem SGB IV war dann 1998 wiederum planwidrig erfolgt. Im Zuge der sogenannten Hartz-Reformen wurde das SGB II vor das SGB III eingeordnet und die Sozialhilfe im SGB XII ganz außerhalb des ursprünglichen Plans gesetzt. Die Einordnung des Kinder- und Jugendhilferechts im SGB VIII erfolgte 1990. Die Rehabilitation behinderter Menschen fand 2001 Eingang ins Sozialgesetzbuch in Form des Neunten Buches, das infolge des Bundesteilhabegesetzes seit dem 31. Dezember 2016 schrittweise bis 2023 neu gefasst in Kraft tritt. Die Einordnung des sozialen Entschädigungsrechts in das SGB XIV begann 2019 und soll Anfang 2024 abgeschlossen sein.

## Gliederung
Das Sozialgesetzbuch enthält sowohl Regelungen für die verschiedenen Zweige der Sozialversicherung, die früher in der Reichsversicherungsordnung (RVO) kodifiziert waren, als auch für jene Teile des Sozialrechts, die nicht den Charakter einer Versicherung tragen, sondern als Leistungen staatlicher Fürsorge oder sozialer Hilfen bzw. Förderung aus Steuermitteln finanziert werden.
Das SGB gliedert sich in einen allgemeinen Teil und mit Stand 2024 zwölf weitere Bücher, deren Paragraphen jeweils neu nummeriert sind und daher als jeweils eigenständige Gesetze gelten. Gleichwohl bildet das Sozialgesetzbuch eine Einheit und ist als Ganzes zu interpretieren und anzuwenden.
| Buch     | Titel                                              | in Kraft seit                                                          | Inhalt |
| -------- | -------------------------------------------------- | ---------------------------------------------------------------------- | --- |
| SGB I    | Allgemeiner Teil                                   | 1. Januar 1976                                                         | enthält die grundlegende Programmatik des SGB sowie Definitions- und Verfahrensvorschriften |
| SGB II   | Grundsicherung für Arbeitsuchende                  | 1. Januar 2005                                                         | enthält die Förderung von erwerbsfähigen Personen über 15 Jahren bis zur Regelaltersgrenze von 65 bzw. 67 Jahren sowie deren Angehöriger, soweit diese über kein ausreichendes Einkommen verfügen                                                                        |
| SGB III  | Arbeitsförderung                                   | 1. Januar 1998                                                         | betrifft die Leistungen der Bundesagentur für Arbeit (BA): (Arbeitsvermittlung und Leistungen bei Arbeitslosigkeit) |
| SGB IV   | Gemeinsame Vorschriften für die Sozialversicherung | 1. Januar 1977                                                         | regelt neben dem Recht des Gesamtsozialversicherungsbeitrags sowie der Definitionen sozialversicherungsrechtlicher Grundbegriffe vor allem die Verfassung der Sozialversicherungsträger (Organisation, Sozialversicherungswahlen, Haushalts- und Rechnungswesen)         |
| SGB V    | Gesetzliche Krankenversicherung                    | 1. Januar 1989                                                         | betrifft Organisation, Versicherungspflicht und Leistungen der gesetzlichen Krankenkassen sowie deren Rechtsbeziehungen zu weiteren Leistungserbringern (Ärzte, Zahnärzte, Apotheker etc.).                                                                              |
| SGB VI   | Gesetzliche Rentenversicherung                     | 1. Januar 1992                                                         | betrifft Organisation und Leistungen der Träger der Deutschen Rentenversicherung (Renten wegen Alters, Rente wegen Erwerbsminderung und Hinterbliebenenrenten; Leistungen zur medizinischen, beruflichen und sonstigen Rehabilitation).                                  |
| SGB VII  | Gesetzliche Unfallversicherung                     | 1. Januar 1997                                                         | betrifft Organisation, Versicherungspflicht und Leistungen der gewerblichen Berufsgenossenschaften, der landwirtschaftlichen Berufsgenossenschaft sowie der Unfallkassen der öffentlichen Hand für die Versicherungsfälle Arbeitsunfall, Wegeunfall und Berufskrankheit. |
| SGB VIII | Kinder- und Jugendhilfe                            | 3. Oktober 1990 (neue Bundesländer) 1. Januar 1991 (alte Bundesländer) | betrifft Angebote und Leistungen der Träger der öffentlichen Jugendhilfe (insbes. Jugendämter) an anspruchsberechtigte bzw. hilfebedürftige Kinder und Jugendliche sowie deren Eltern und junge Erwachsene.                                                              |
| SGB IX   | Rehabilitation und Teilhabe behinderter Menschen   | 1. Juli 2001 1. Januar 2018 (Neufassung)                               | hat den Zweck, die Selbstbestimmung und gleichberechtigte Teilhabe am Leben in der Gesellschaft für Behinderte und von Behinderung bedrohter Menschen zu fördern und Benachteiligungen zu vermeiden bzw. entgegenzuwirken.                                               |
| SGB X    | Sozialverwaltungsverfahren und Sozialdatenschutz   | 1. Januar 1981 1. Januar 1983                                          | regelt das sozialrechtliche Verwaltungsverfahren, den Schutz der Sozialdaten sowie die Zusammenarbeit der Sozialleistungsträger untereinander und ihre Rechtsbeziehungen zu Dritten.                                                                                     |
| SGB XI   | Soziale Pflegeversicherung                         | 1. Januar 1995                                                         | |
| SGB XII  | Sozialhilfe                                        | 1. Januar 2005                                                         | |
| SGB XIV  | Soziale Entschädigung                              | größtenteils 1. Januar 2024                                            | Eingliederung des sozialen Entschädigungsrechts in das Sozialgesetzbuch |

Ein „Sozialgesetzbuch XIII“ soll es – unter anderem wegen der weit verbreiteten Einschätzung der Zahl 13 als Unglückszahl (Triskaidekaphobie) und wegen entsprechenden Vorbringens von Betroffenenverbänden – Presseberichten im Januar 2019 zufolge nicht geben. Diese Entscheidung wurde als „Rücksicht auf Aberglauben“ kritisiert. Man habe die „Esoterik Einzelner“ nicht durch eine fortlaufende Gesetzesnummerierung verletzen wollen.

## Besondere Teile des Sozialgesetzbuches
Mehrere Gesetze gelten (bzw. galten) als besondere Teile des Sozialgesetzbuches nach § 68 SGB I. Damit sind für sie insbesondere die Regelungen des SGB I und des SGB X anwendbar. Langfristig sollen die genannten Gesetze in das Sozialgesetzbuch eingeordnet werden:
| Gesetz   | Regelungsbereich               | Inkrafttreten   | eingeordnet in       | eingeordnet seit                             | Anmerkung                                        |
| -------- | ------------------------------ | --------------- | -------------------- | -------------------------------------------- | ------------------------------------------------ |
| AdVermiG | Adoptionsvermittlung           | 1. Januar 1977  |                      |                                              |                                                  |
| ALG      | Alterssicherung der Landwirte  | 1. Januar 1995  |                      |                                              |                                                  |
| AltTZG   | Altersteilzeit                 | 1. August 1996  |                      |                                              |                                                  |
| BAföG    | Ausbildungsförderung           | 1. Juli 1971    |                      |                                              |                                                  |
| BEEG     | Elterngeld und Elternzeit      | 1. Januar 2007  |                      |                                              |                                                  |
| BKGG     | Kindergeld                     | 1. Januar 1996  |                      |                                              |                                                  |
| BVG      | Kriegsopferversorgung          | 1. Oktober 1950 | SGB XIV              | 1. Januar 2024                               |                                                  |
| OEG      | Opferentschädigung             | 16. Mai 1976    | SGB XIV              | 1. Januar 2024                               |                                                  |
| RVO      | Reichsversicherungsordnung     | 19. Juli 1911   | SGB V SGB VI SGB VII | 1. Januar 1989 1. Januar 1992 1. Januar 1997 | es gelten noch Organisationsvorschriften der RVO |
| SchKG    | Schwangerschaftskonfliktgesetz | 5. August 1992  |                      |                                              | nur der fünfte Abschnitt                         |
| SVG      | Soldatenversorgung             | 1. April 1956   |                      |                                              |                                                  |
| UVG      | Unterhaltsvorschuss            | 1. Januar 1980  |                      |                                              |                                                  |
| WoGG     | Wohngeld                       | 1. Januar 1971  |                      |                                              |                                                  |

Hinzu kommen noch einzelne Paragrafen aus dem Bundesgrenzschutzgesetz, dem Häftlingshilfegesetz, dem Strafrechtlichen Rehabilitierungsgesetz sowie dem Verwaltungsrechtlichen Rehabilitierungsgesetz.

## Kritik
Das ursprüngliche Konzept des Gesetzgebers, das gesamte Sozialrecht im Sozialgesetzbuch auch für den juristischen Laien besser zugänglich zu machen als in einer Vielzahl von Einzelgesetzen, wurde in der Literatur aus rechtssoziologischer Sicht kritisiert. Der Laie erkenne das Recht ohnehin „nicht durch die Lektüre von Gesetzbüchern, sondern durch die Rechtspraxis, die ihn oder seine Umgebung trifft, die Informationen, die ihm seine Vereinigungen oder Verbände oder die Behörden zukommen lassen usw.“ Auch die Zergliederung des Sozialgesetzbuchs in „besondere Teile“, deren Paragrafenzählung immer wieder von vorn beginnt, stieß im Gesetzgebungsverfahren auf Kritik. In der Praxis werde dies zur Folge haben, dass die Verwaltungsträger keine einheitliche und „umfassende Arbeitsgrundlage“ zur Verfügung hätten.